# Стара кућа Душана Јовановића
Стара кућа Душана Јовановића је непокретно културно добро које се налази на адреси 7. септембра у Зајечару. Саграђена је у периоду око 1920. године.

## Архитектура и опис
Зграда је зидана у неокласицистичком стилу то као спратни објекат са мансардом, који се налази на раскрсници двеју улица, тако да поседује и трећу болну фасаду где се налази  главни улаз.  Жутоокер је боје, са истакнутим украсним елементима беле боје. На спрату се налази велика тераса с погледом на улицу.  На тераси се налазе четири стуба неодређеног стила, а на бочној фасади је још једна мања тераса. Мансарда такође има излаз на главну фасаду с терасом и балустрадама, а такође је украшена и забатом сличним аустријским и немачким забатима.
Ово здање данас има сврху Тимочког омладинског центра Зајечара, и као такво има култни значај за културну сцену Зајечара.